# 巨囊两极虫
巨囊两极虫（学名：Myxidium macrocapsulare）为两极科两极虫属的动物。分布于德国、美国、俄罗斯以及湖北、江西、四川等，营寄生生活，寄生在黄颡鱼、鲢、瓦氏黄颡鱼的胆囊。